# Río trenzado

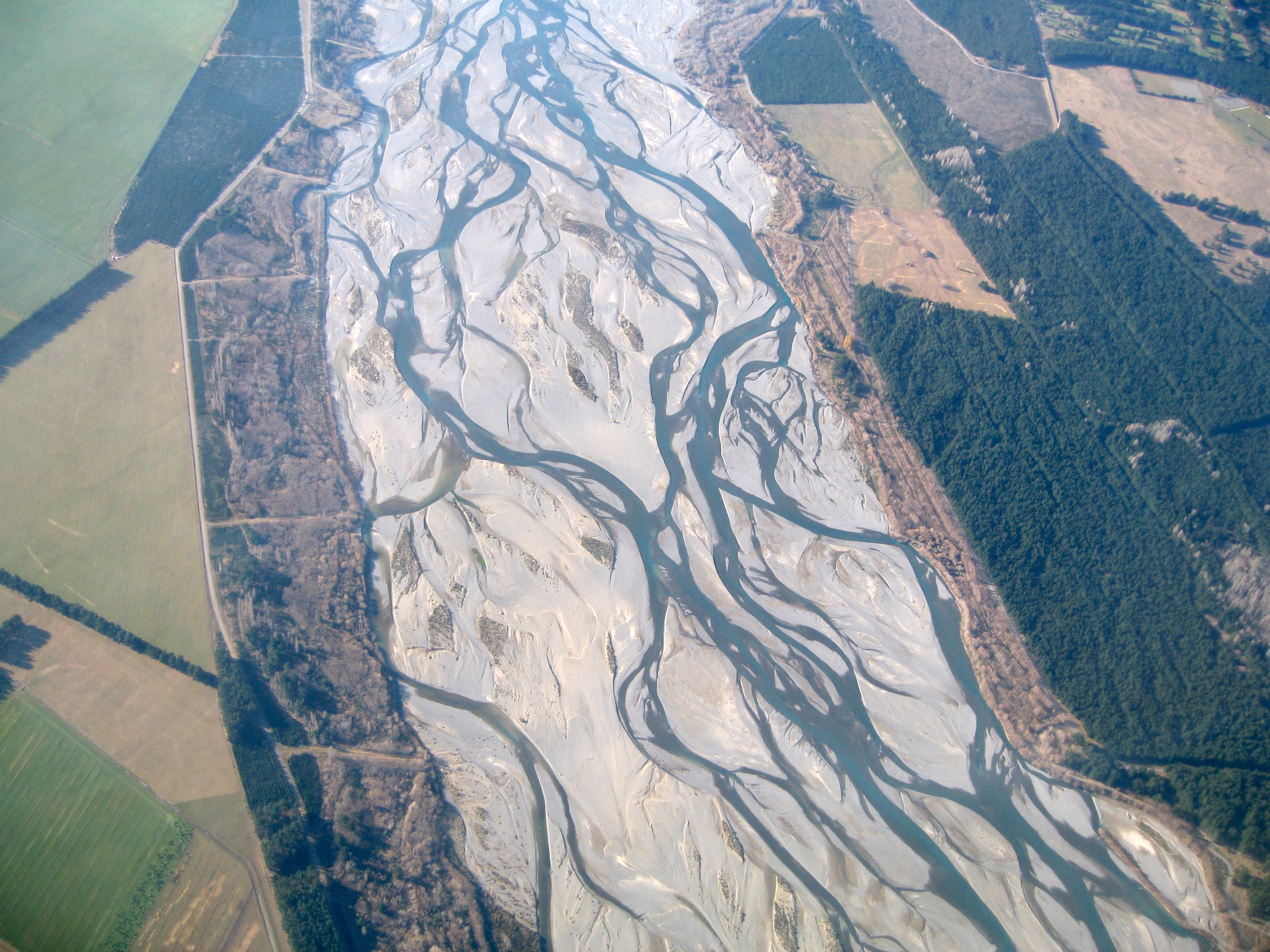
Desde su nacimiento en los Alpes del Sur, el río Waimakariri fluye a través de la llanuras de Canterbury de la isla Sur de Nueva Zelanda.

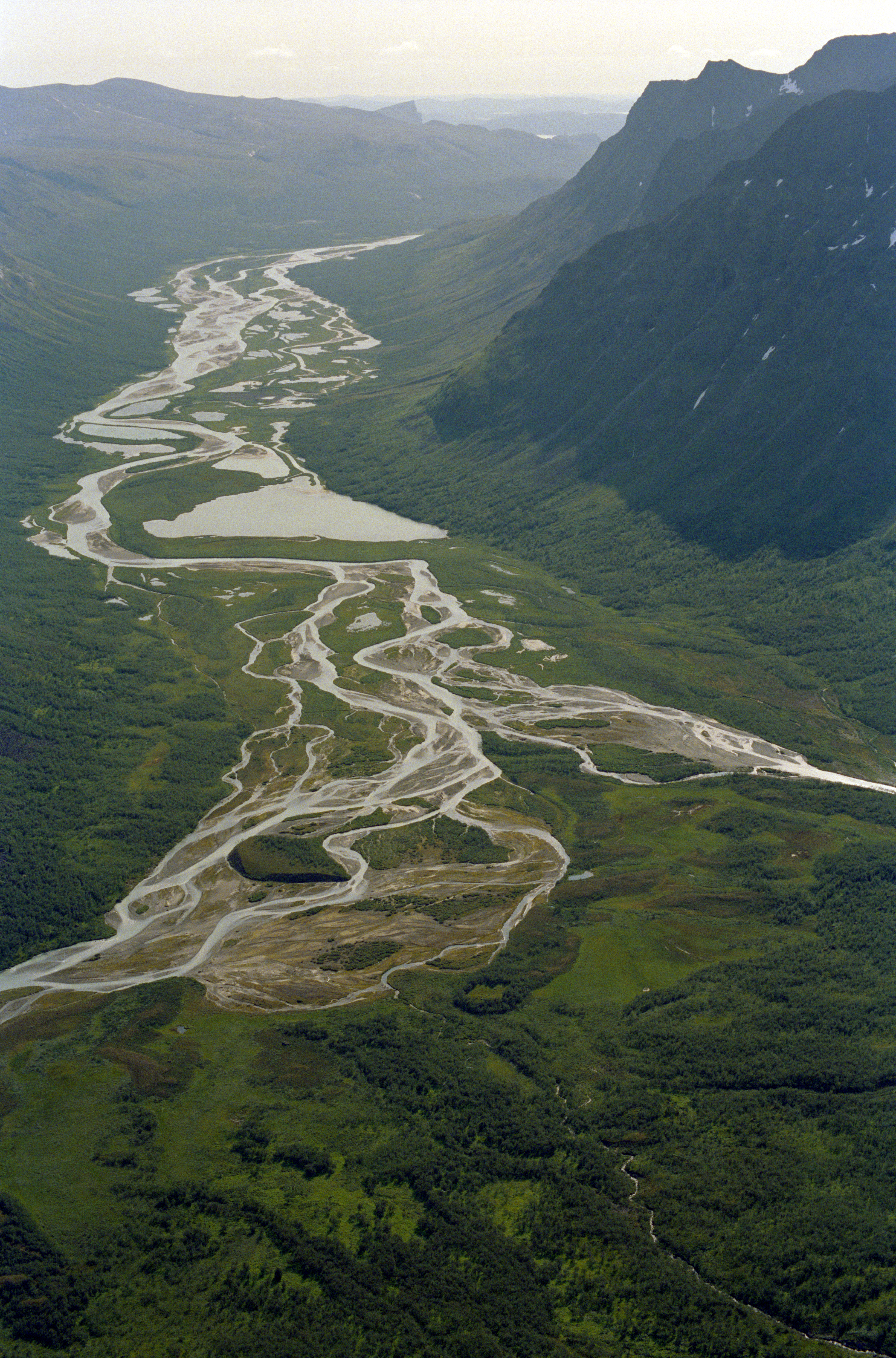
Tramo alto del valle del Rapa, desde Tielmaskaite (Dielmmá, Laponia, Suecia)

Un río trenzado o río entrelazado tiene un cauce que consiste en una red de canales separados por bancos y a veces también pequeñas islas. Tanto islas como bancos están formados por acumulaciones de sedimento en los canales. El sedimento es principalmente material de arrastre erosionado de fuentes aguas arriba. Además hay contribuciones de sedimento reciclado de la erosión de bancos. El sedimento que compone los bancos puede ser arena, grava o bolones.
Las ríos trenzados se producen en cauces con alta pendiente, gran carga de sedimentos o ambos. Los cursos trenzados también son típicos de ambientes en los que disminuye fuertemente la profundidad y la pendiente del canal, y por lo tanto la velocidad del agua.
En los ríos trenzados los bancos suelen ser de existencia efímera, mientras que las islas duran más. Las islas en los ríos trenzados suelen formarse a partir de bancos que han sido colonizados por vegetación que estabiliza el sedimento que las compone, sin embargo los constantes cambios de los cursos de agua, típicos de los ríos trenzados, tienden a inhibir la colonización por vegetación. En sus crecidas, el agua de un río trenzado puede anegar completamente sus bancos e islas. Al contrario, cuando un río trenzado trae poca agua expone grandes superficies de su lecho.
En comparación con los cauces de ríos de meandros los cauces de los ríos trenzados son más anchos y someros. Esto implica que la tensión cortante sea mayor que en ríos con lechos más profundos, lo que se manifiesta en una mayor capacidad para movilizar sedimentos en el lecho. Muchos ríos trenzados tienen su fuente en torrentes provenientes de glaciares. Dicha situación se explica en parte porque muchos de estos ríos corren sobre lugares donde no están encajados, por lo que no hay márgenes elevadas que impidan el desbordamiento.

## Descripción
Los ríos trenzados, a diferencia de los ríos meándricos, se producen cuando se alcanza un nivel de umbral de carga de sedimentos o de pendiente. Geológicamente hablando, un incremento en la pendiente del río y/o de su caudal, conlleva un aumento de la carga de sedimentos, por lo que estas dos condiciones pueden considerarse idénticas; y, en consecuencia, una variación de la pendiente puede modelar una variación en la carga de sedimentos. Experimentalmente se determinó ese umbral de pendiente en 0,016 (m/m) para un caudal de 0,0042 m³/s (15 cu ft/s) con arena gruesa mal clasificada. Cualquier pendiente que supere este umbral crea una corriente trenzada, mientras que pendientes inferiores dan lugar a arroyos serpenteantes o, para muy bajas pendientes, canales rectos. Así que el principal factor para el desarrollo del río es la cantidad de sedimentos que lleva: una vez que un sistema dado cruza el umbral de carga de sedimentos, pasará de ser un río meándrico a un sistema trenzado. También es importante para el desarrollo de canales la proporción de carga en suspensión de sedimentos respecto a la carga de fondo. Un aumento de los sedimentos en suspensión permite la deposición de un material resistente y finamente erosionado en el interior de la curva, lo que la acentuará, y que, en algunos casos, causará que un río pase de un curso trenzado a un perfil serpenteante.
Los canales y bancos trenzados suelen ser altamente móviles, cambiando de manera significativa el diseño de río a menudo durante las inundaciones. Los canales se mueven lateralmente a causa de la velocidad diferencial: en el exterior de un meandro, más profundo, las aguas rápidas recogen sedimento (normalmente grava o piedras más grandes), que se re-depositan en aguas de movimiento más lento en el interior del meandro.
Los canales trenzados puede fluir en un área definida por orillas relativamente estables o pueden ocupar por entero el fondo de un valle. El río Rakaia, en Canterbury, Nueva Zelanda ha excavado un canal de 100 metros de profundidad en las llanuras circundantes.
Las condiciones que promueven la formación de canales trenzados son:[cita requerida]
- un suministro abundante de sedimentos;
- un elevado gradiente de corriente;
- variaciones rápidas y frecuentes en la descarga de agua;
- orillas erosionables;
- un curso de empinado gradiente.

## Localizaciones

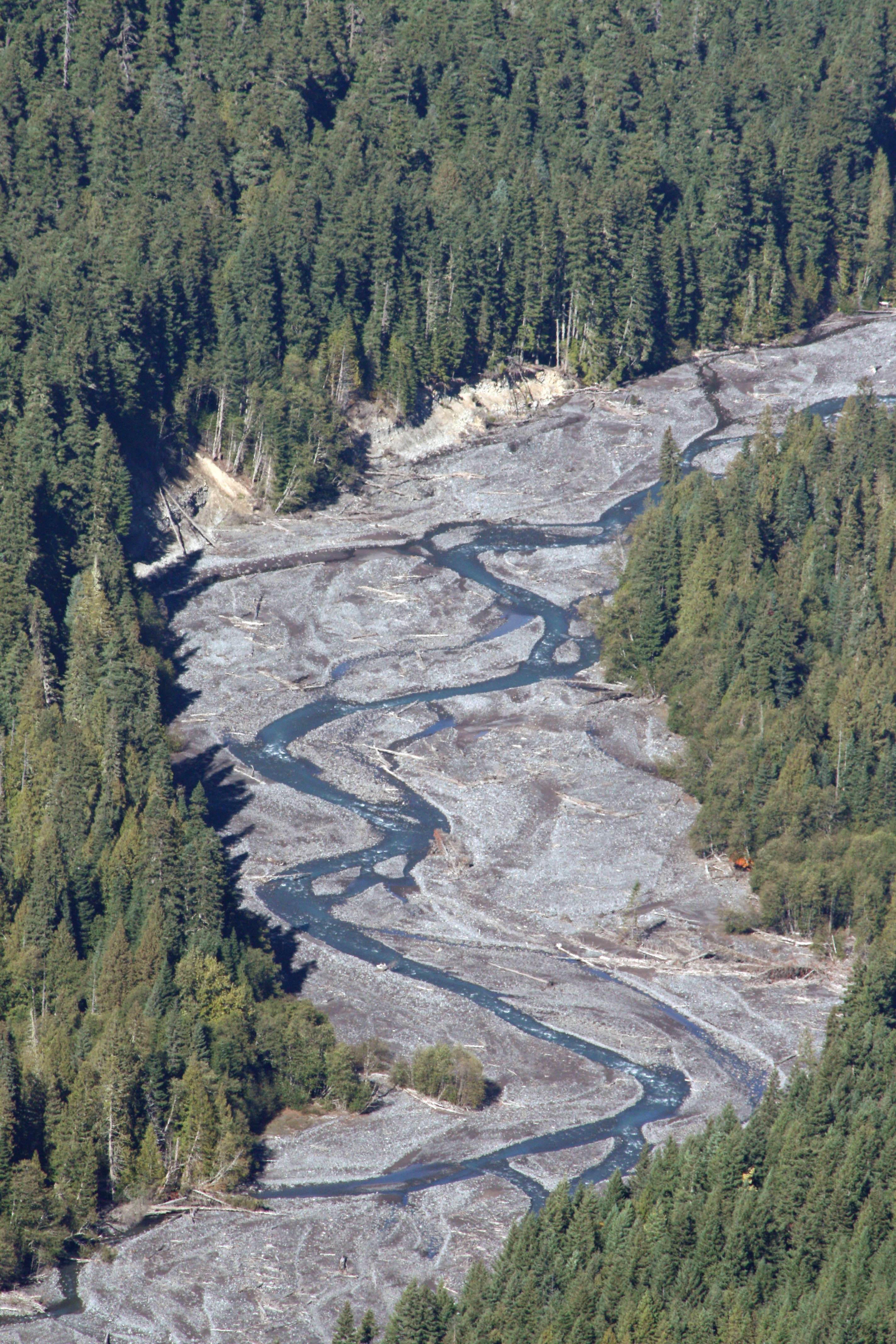
El río White en el estado de Washington, Estados Unidos, transporta una gran carga de sedimentos desde el glaciar Emmons del monte Rainier, un joven volcán en rápida erosión.

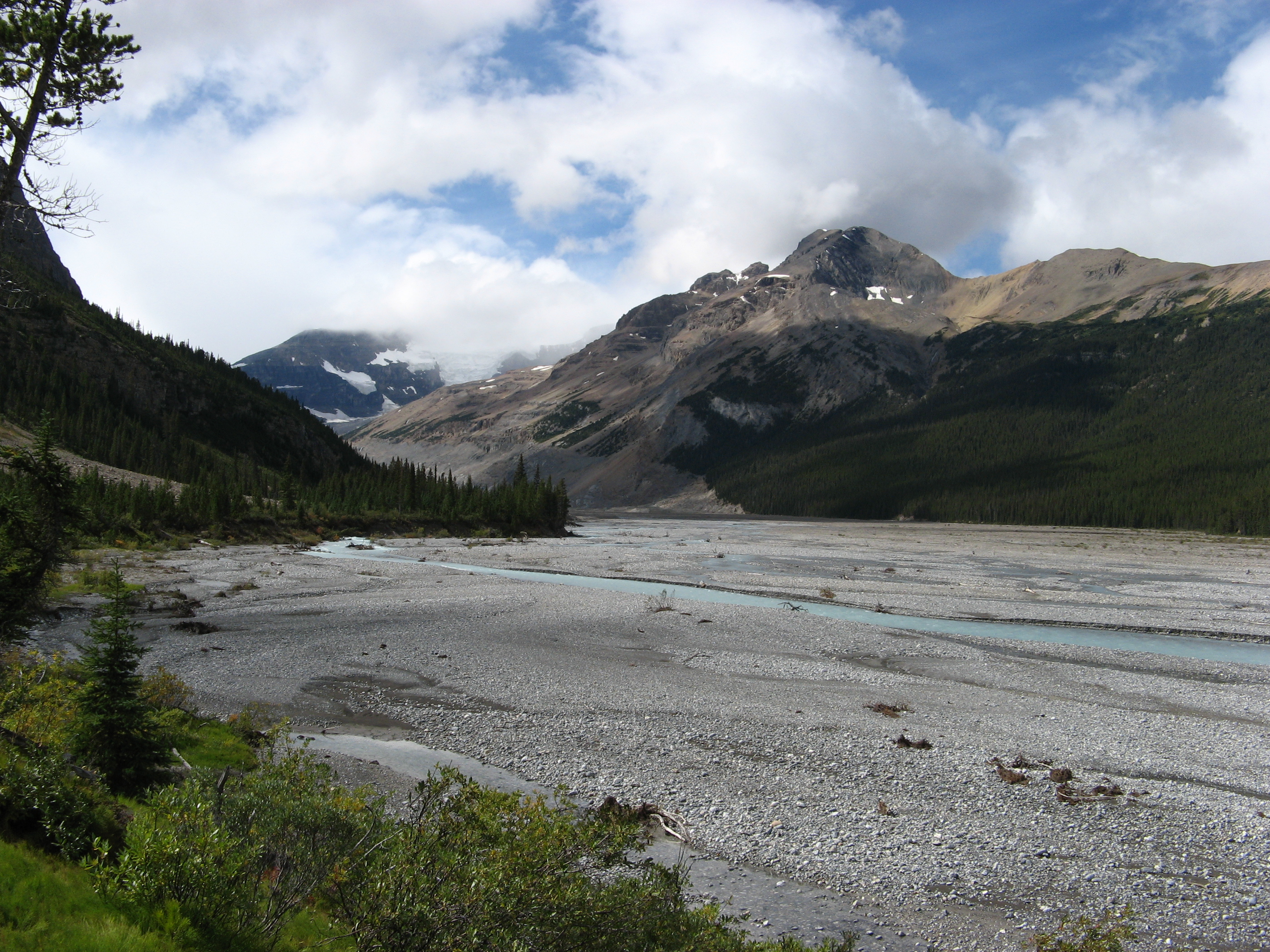
El río Saskatchewan Norte al salir de las Montañas Rocosas en el Canadá

Existen ríos trenzados en África, Asia, Europa, Norteámerica, Oceanía y Surámerica. Salvo la condición de la presencia de agua líquida los ríos trenzados no están asociados a ningún clima en particular, existiendo en zonas árticas, temperadas, tropicales secas y tropicales húmedas. En muchos lugares ocurren asociados sistemas montaños y su formación es favorecida por la escasez de vegetación en la cuenca.
En Asia los grandes ríos del Ganges, Mekong y Brahmaputra–Jamuna contienen porciones trenzadas.
Europa tiene algunos ríos con tramos trenzados: el Narew, en Polonia y Bielorrusia. Pero la mayor región con ríos trenzados de Europa es el norte de Italia, en el valle del Po, donde los ríos descienden desde los Alpes y los Apeninos a la llanura Padana. Allí destaca el Tagliamento, de cuenca media y que llega a tener un kilómetro de anchura en su curso medio, frente a los menos de 200 m en el curso bajo. También el Meduna y el Cellina, afluentes del Livenza, que cuando confluyen tienen un cauce de más de 3 kilómetros de anchura, y los ríos Piave e Isonzo, este último con su afluente el Torre. Todos estos descienden de los Alpes hacia el golfo de Venecia. Afluentes del Po que presentan un curso trenzado son el Trebbia; el Nure; el Taro con sus afluentes Noveglia, Pessola y Ceno; el Parma con su afluente el Baganza; el Enza y el Secchia, todos ellos descienden de los Apeninos y se convierten en ríos de llanura con cauce estrecho y sinuoso cuando llegan a la llanura Padana.[cita requerida]

### Registro geológico
El conglomerado Sewanee, una formación de conglomerados y areniscas de grano grueso que cubre la meseta de Cumberland en el límite sur (en su parte central) del estado de Pensilvania, se interpreta como los sedimentos de un antiguo río trenzado que una vez cubrió el este de Estados Unidos. También existen rocas sedimentarias interpretadas como sugerentes de la antigua existencias de ríos trenzados en épocas geológicamente tan remotas como el Arcaico.